# Revolución siria de 2011
La Revolución siria fue una serie de protestas y disturbios violentos que precedieron al inicio de las operaciones militares de la guerra civil siria. Tuvieron su apogeo entre marzo y julio de 2011 aunque se prolongaron hasta finales de 2013, todo esto en el marco del desarrollo de la Primavera Árabe en África del Norte y Oriente Medio.
Las causas principales eran la  corrupción política, las violaciones a los derechos humanos y al totalitarismo de estado personificado en la figura del entonces presidente Bashar al-Ásad. La fase estuvo marcada por protestas masivas contra todos los poderes del estado y la exigencia de la dimisión del presidente, los grupos opositores no eran homogéneos, ya que agrupaban desde organizaciones no gubernamentales que pedían una mayor libertad de expresión, la creación de un Estado islámico, movimientos separatistas, grupos que abogaban por una federación o que solamente querían expulsar del poder a al-Ásad sin que ello supusiera necesariamente cambiar el sistema político del país. Los constantes choques y arrestos masivos por actos de vandalismo cometidos por los opositores dejaron como resultado bastantes bajas mortales y miles de heridos de ambos bandos.
A pesar de los intentos del Estado de apaciguar las protestas con arrestos a gran escala, censuras por un lado y concesiones por otro, además de la violencia de varios grupos protestantes y el favoritismo mediático desde el extranjero, a finales del mes de abril estaba claro que la situación se hacía cada vez más compleja: finalmente el Ejército Árabe Sirio tuvo que salir a las calles, una acción que en lugar de mejorar la situación provocó el recrudecimiento de las acciones bélicas, el gobierno comenzó a capturar a las cabezas opositoras y la oposición comenzaba a tener un peso internacional.
La fase de insurrección civil creó la plataforma para la aparición de movimientos de oposición militantes y deserciones masivas en el Ejército Sirio, lo que transformó el conflicto de un levantamiento civil a una insurrección armada, y luego a una guerra civil. El Ejército Libre Sirio con financiamiento del extranjero se creó el 29 de julio de 2011, y marcó el establecimiento de una nueva resistencia militar formal contra el gobierno de al-Ásad. Desde entonces, los enfrentamientos tomaron la forma de conflicto interno en los cuales las fuerzas del gobierno comenzarían a enfrentarse con los nuevos grupos armados.

## Antecedentes

A la izquierda la antigua bandera oficial del país y a la derecha la actual bandera del gobierno provisional. Durante los primeros meses de la insurrección la incipiente oposición siria utilizaba los símbolos nacionales creados durante el gobierno de Háfez al-Ásad, recién en los últimos meses antes del levantamiento armado los líderes opositores decidieron dejar de usar la anterior bandera oficial ya que lo consideraban un «símbolo dictatorial» por lo que comenzaron a usar la bandera siria de 1930, porque —según la oposición— es la bandera representativa del pueblo sirio desde antes de la llegada al poder de la familia Ásad.

Antes de que empezara la insurrección en Siria a mediados de marzo de 2011, las protestas fueron relativamente moderadas, teniendo en cuenta la ola de disturbios que se había extendido por todo el mundo árabe. Siria permaneció, según describió Al Jazeera, como un "reino del silencio", debido a sus estrictas medidas de seguridad, un presidente relativamente popular, diversidad religiosa, y preocupaciones por la idea de una insurgencia como la que se había visto en la vecina Irak.
En enero empezaron a surgir protestas minoritarias que pedían reformas en el gobierno, y continuaron hasta marzo. El 3 de febrero, los activistas pidieron a través de redes sociales como Facebook y Twitter que se hiciera un "Día de la Rabia" en Siria el viernes 4 de febrero. Sin embargo, las protestas no se materializaron dentro del propio país.

## Desarrollo

### Insurrección de marzo de 2011

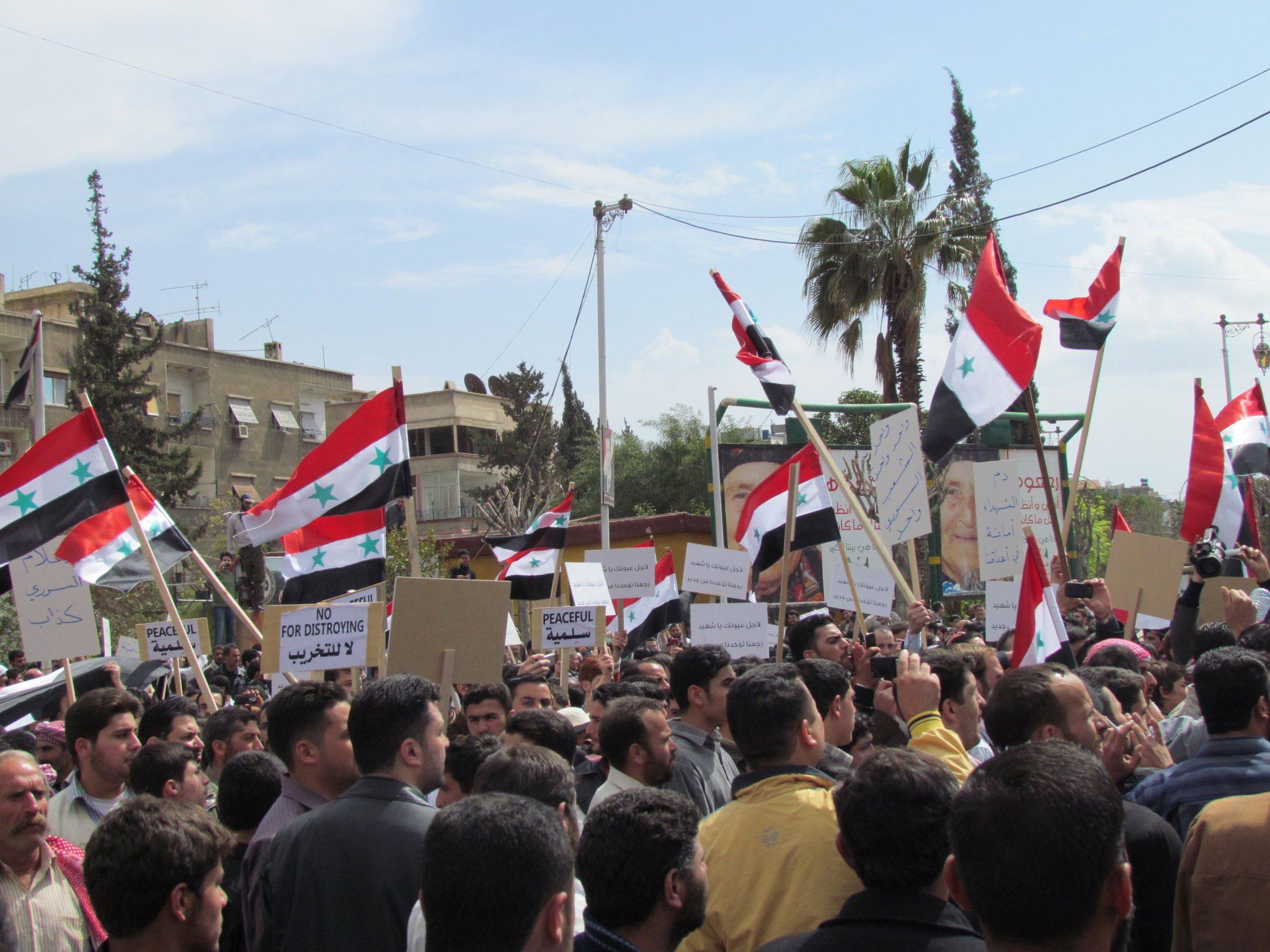
Manifestaciones en Duma, un suburbio de Damasco (8 de abril de 2011).

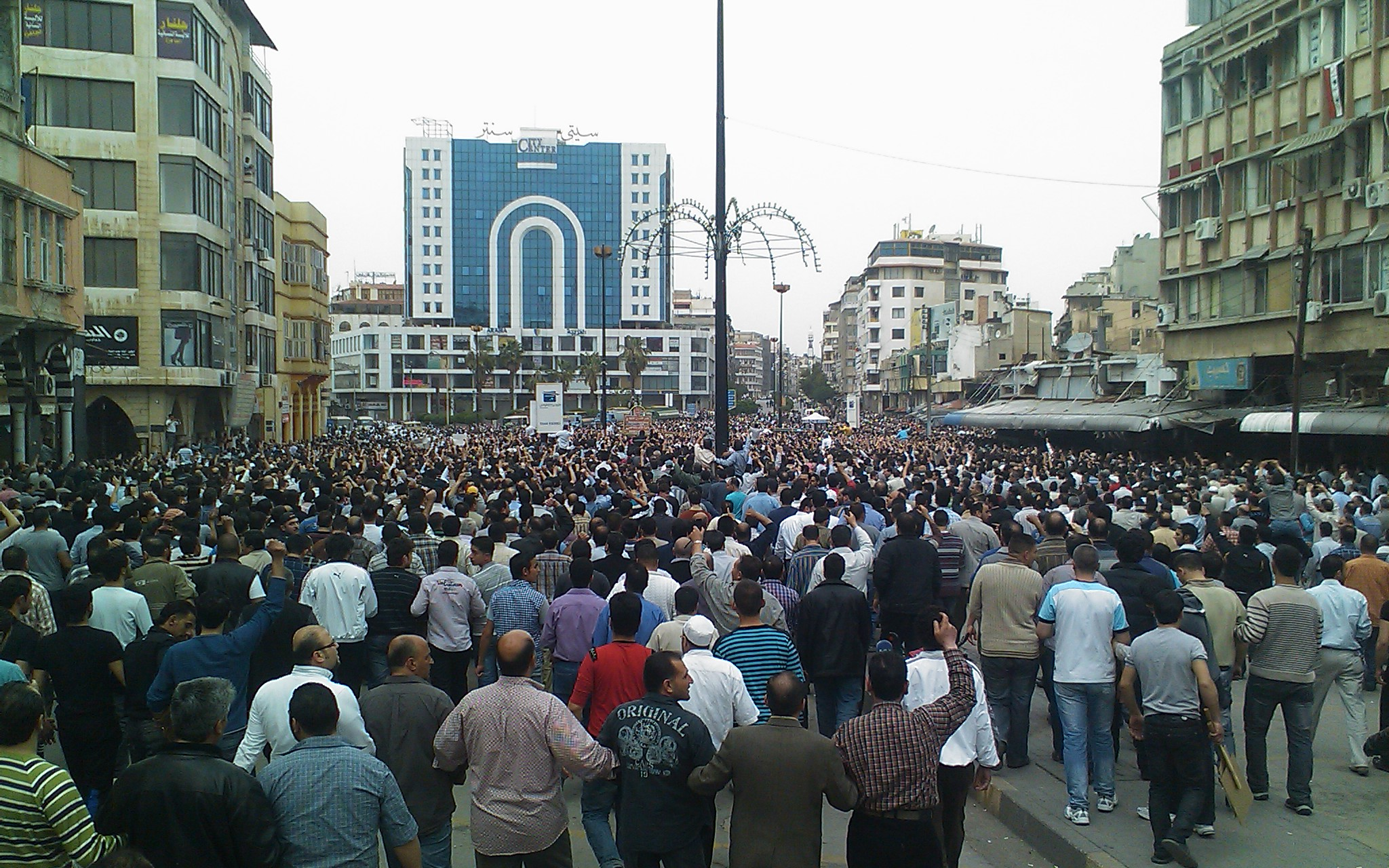
Manifestación en Homs contra Asad.

La insurrección empezó el 15 de marzo en Damasco, Alepo, y en la ciudad meridional de Daraa, llamada en ocasiones la "Cuna de la Revolución". Daraa había recibido una gran cantidad de refugiados internos forzados a abandonar sus hogares en el norte del país debido a una sequía agravada por la falta de abastecimiento del gobierno. Las protestas empezaron a causa de la encarcelación y tortura de varios estudiantes jóvenes arrestados por pintar grafitis antigubernamentales en la ciudad. Los manifestantes se enfrentaron con la policía local, y los enfrentamientos aumentaron el 18 de marzo tras la oración del viernes. Con miles de manifestantes, los disturbios tuvieron como resultado la muerte de varios civiles. El 20 de marzo, un grupo de personas quemaron la sede del Partido Baath y otros edificios públicos. Las fuerzas de seguridad respondieron con rapidez, disparando munición real contra la multitud y atacando los puntos centrales de las manifestaciones. En el asalto, que duró dos días, murieron 15 manifestantes.
Mientras tanto, otras protestas menores ocurrían en otras partes del país. Los manifestantes pedían la liberación de prisioneros políticos, la abolición de la ley de emergencia en Siria, vigente desde hacía 48 años, más libertad y el fin de la corrupción gubernamental. El 18 de marzo se hizo un llamamiento a un "Viernes de la Dignidad", al mismo tiempo que protestas a gran escala sacudían varias ciudades, incluyendo, Banias, Damasco, Hasaka, Daraa, Deir az-Zor y Hama. La policía respondió a las protestas con gas lacrimógeno, cañones de agua y palizas. Al menos 6 personas murieron y muchas otras resultaron heridas.
El 25 de marzo, tras el rezo del viernes, las protestas se extendieron de nuevo. Sobre 100.000 personas presuntamente se manifestaron en Daraa, y al menos 20 manifestantes murieron. Las protestas se extendieron también a otras ciudades sirias, incluyendo Homs, Hama, Baniyas, Jasim, Alepo, Damasco y Latakia. Se informó que unos 70 manifestantes habían muerto.

### Represión

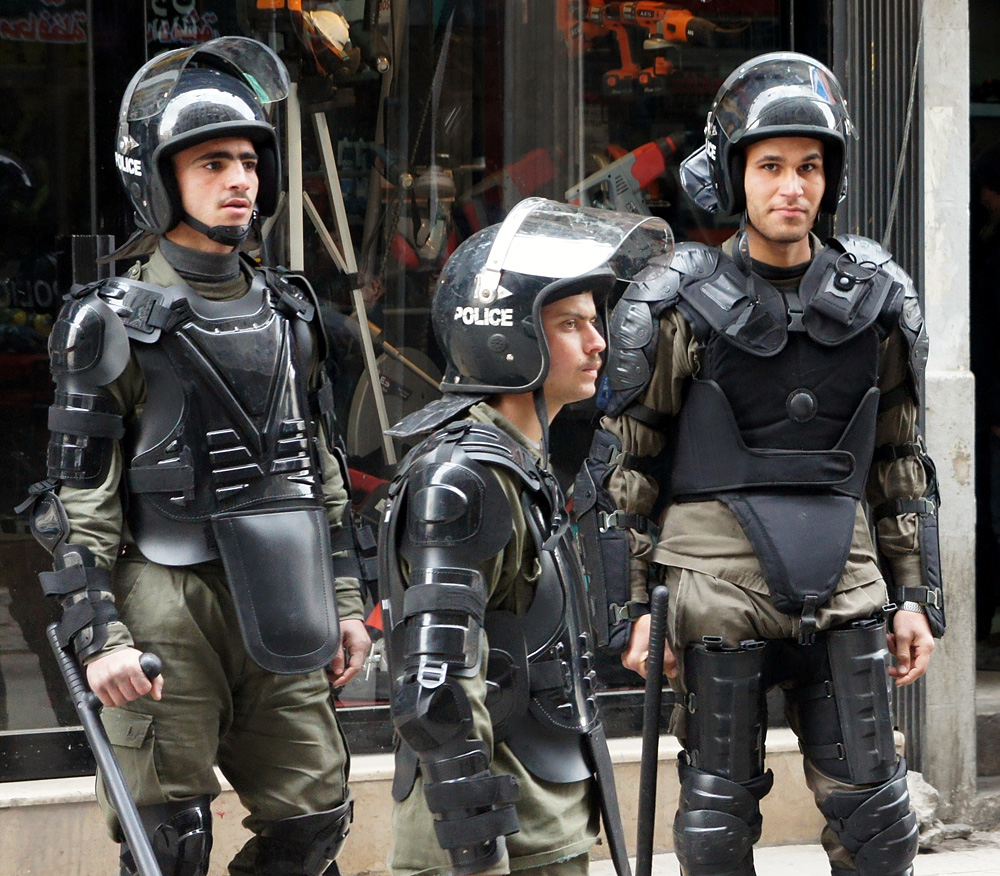
Policía antidisturbios en Damasco

Incluso antes del inicio de la insurrección, el gobierno sirio ya había llevado a cabo numerosos arrestos de manifestantes, activistas políticos y defensores de los derechos humanos, generalmente considerados "terroristas" por el gobierno de Asad. A principios de febrero las autoridades arrestaron a varios activistas, incluyendo a los líderes políticos Ghassan al-Najar, Abbas Abbas y Adnan Mustafa.
La policía respondió a las manifestaciones en muchos casos de forma violenta, no solo usando cañones de agua y gas lacrimógeno, sino también dando palizas y disparando con munición real.
Cuando la insurrección empezó, el gobierno sirio emprendió una campaña de arrestos que tuvo como resultado la captura de decenas de miles de personas, según abogados y activistas en Siria y grupos de derechos humanos. Como respuesta a la situación, la ley siria se cambió para permitir que la policía y cualquiera de las 18 fuerzas de seguridad de la nación pudieran detener a un sospechoso durante ocho días sin justificación. Los arrestos se centraron en dos grupos: activistas políticos, y chicos y hombres de pueblos que el gobierno sirio empezó a asediar en abril. Muchos de los detenidos experimentaron varias formas de tortura.[cita requerida] y malos tratos. A muchos de los detenidos se les colocó en celdas pequeñas y estrechas, y se les dieron recursos limitados. Algunos fueron golpeados, sacudidos con descargas eléctricas o debilitados. Human Rights Watch reveló el 3 de julio de 2012 la existencia de al menos 27 centros de tortura, administrados por las agencias de inteligencia siria.
El presidente Asad caracterizó a la oposición como grupos terroristas armados con visiones extremistas islamistas, mostrándose a sí mismo como la única garantía de un gobierno secular. A principios del mes de abril, un gran despliegue de fuerzas de seguridad impidió que se establecieran campamentos en Latakia. Se bloquearon varias ciudades para prevenir el movimiento de las protestas. A pesar de la represión, las manifestaciones continuaron durante todo el mes en Daraa, Baniyas, Al-Qamishli, Homs, Duma y Harasta.

### Concesiones

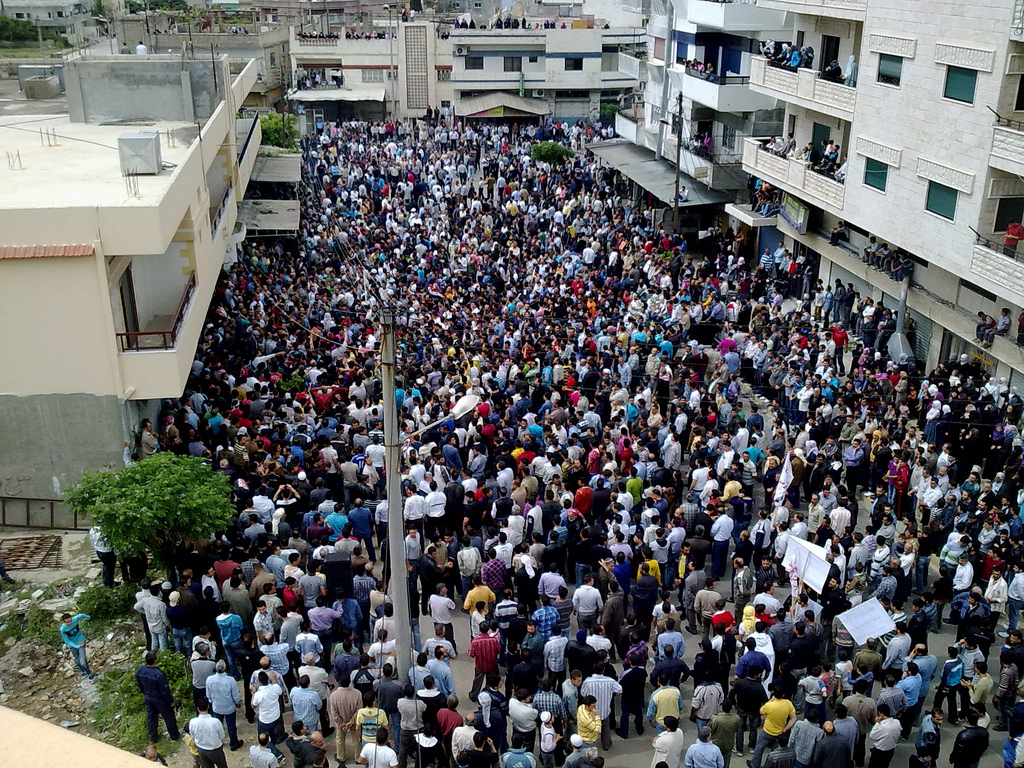
Manifestaciones de la oposición en Baniyas

Durante marzo y abril, el gobierno sirio, esperando aliviar las protestas, ofreció reformas políticas y cambios en su política. Las autoridades acortaron la duración del servicio militar obligatorio, y en un intento aparente de reducir la corrupción, despidió al gobernador de Daraa. El gobierno anunció que liberaría a presos políticos, bajaría los impuestos, aumentaría los salarios de los trabajadores del sector público, permitiría más libertad de prensa e incrementaría las oportunidades laborales. Muchas de estas reformas anunciadas nunca llegaron a implantarse.
El gobierno, dominado por la secta alauita, hizo algunas concesiones a la mayoría suní y algunas minorías. Las autoridades anularon una prohibición que restringía a los profesores llevar el nicab, y se cerró el único casino del país. El gobierno también otorgó la ciudadanía a miles de kurdos sirios, considerados previamente como "extranjeros".
Una demanda popular de los manifestantes era terminar con el estado de emergencia de la nación, que había estado activo durante casi 50 años. La ley de emergencia se había usado para justificar arrestos arbitrarios y detenciones, y para prohibir la oposición política. Asad formó una comisión para estudiar la propuesta, y tras semanas de debate, firmó el decreto el 21 de abril, levantando el estado de emergencia de Siria. Sin embargo, las manifestaciones antigubernamentales continuaron en abril, y muchos manifestantes quedaron insatisfechos con lo que consideraban vagas promesas de reformas de Asad.

### Operaciones militares

#### Abril de 2011
A medida que la insurrección continuaba, el gobierno sirio empezó a lanzar operaciones militares importantes para suprimir a la resistencia, iniciándose así una nueva fase en el levantamiento. El 25 de abril, Daraa, que se había convertido en un punto focal de las protestas, fue una de las primeras ciudades en ser asediada por el Ejército Sirio. Se estima que se desplegaron entre varios centenares y 6.000 soldados, disparando munición real contra los manifestantes, buscando casa por casa y arrestando a cientos. Se emplearon tanques por primera vez contra los manifestantes, y francotiradores tomaron posiciones en los tejados. Las mezquitas fueron usadas como bases por los manifestantes, y los organizadores fueron especialmente perseguidos. Las fuerzas de seguridad empezaron a cortar el agua, la electricidad y las líneas telefónicas, y confiscaron la harina y la comida. La situación llevó a enfrentamientos entre el ejército y las fuerzas opositoras, que incluían manifestantes armados y soldados desertores, lo cual provocó centenares de muertos. Para el 5 de mayo, la mayoría de las protestas habían sido suprimidas y el ejército empezó a retirarse de Daraa, aunque permanecieron algunas tropas para mantener la situación bajo control.

#### Mayo de 2011
Durante el ataque en Daraa, el Ejército Sirio también asedió y bloqueó varios pueblos alrededor de Damasco. Durante el mes de mayo, se informó de situaciones similares a las de Daraa en otros pueblos y ciudades, como en Baniyas, Homs, Talkalakh, Latakia y varios pueblos más. Tras el fin de cada asedio, la supresión violenta de protestas esporádicos continuó durante los siguientes meses. El 24 de mayo, más de 1.000 personas habían muerto en el levantamiento según la Organización Internacional para los Derechos Humanos en Siria.

#### Junio-julio de 2011
Cuando el levantamiento empezó a mediados de marzo, muchos analistas pensaron que el gobierno sirio permanecería intacto, en parte debido a sus estrictas pruebas de lealtad y el hecho de que la mayoría de oficiales con altos cargos pertenecían a la misma secta que Asad, los alauitas.[cita requerida] Sin embargo, como respuesta al uso de fuerza letal contra protestantes desarmados, muchos soldados y oficiales de bajo rango empezaron a desertar.[cita requerida] Muchos soldados que se negaron a disparar contra civiles fueron ejecutados por el ejército[cita requerida]. Las primeras deserciones tuvieron lugar durante la operación de Daraa de abril.[cita requerida] El número de deserciones se incrementó durante los meses siguientes, debido a que los desertores empezaban a agruparse para formar unidades de combate[cita requerida]. A medida que el levantamiento progresaba, los combatientes de la oposición se equiparon y organizaron mejor.
Para septiembre de 2011, 2 oficiales militares o de seguridad de alto rango se habían pasado a la oposición. Algunos analistas indicaron que esas deserciones eran señales del debilitamiento del círculo interno de Asad.[cita requerida]
Los primeros casos de insurrección armada ocurrieron el 4 de junio de 2011 en Jisr al-Shugur, una ciudad cerca de la frontera turca en la provincia de Idlib. Los manifestantes quemaron un edificio en donde las fuerzas de seguridad habían disparado en un funeral de protesta. Ocho oficiales de seguridad murieron en el incendio mientras las protestas tomaban lugar en una estación de policía. Los opositores cogieron las armas, y los enfrentamientos con las fuerzas de seguridad continuaron durante los siguientes días. Algunos oficiales de seguridad desertaron tras las ejecuciones por parte de la policía secreta y los agentes de inteligencia de soldados que se negaban a disparar a civiles. El 6 de junio, milicianos suníes y desertores emboscaron un grupo de fuerzas de seguridad que se dirigían hacia la ciudad. Temiendo una masacre, insurgentes y desertores, junto con 10.000 habitantes, huyeron cruzando la frontera turca.
En junio y julio de 2011, las protestas continuaron mientras las fuerzas gubernamentales expandían sus operaciones, disparando repetidamente a los manifestantes, usando tanques contra las manifestaciones y arrestando a los opositores. Los pueblos de Rastan y Talbiseh, y Maarat al-Numaan fueron asediados a principios de junio. El 30 de junio, grandes protestas surgieron en Alepo, la ciudad más grande de Siria, contra el gobierno de Asad. El 3 de julio, se desplegaron tanques sirios en Hama, dos días después de que se organizaran grandes protestas contra Bashar al-Asad.
El 29 de julio, un grupo de oficiales desertores anunciaron la formación del Ejército Libre Sirio (ELS, o FSA por su nombre en inglés), que se convertiría en el principal ejército de la oposición. Formado por desertores de las Fuerzas Armadas de Siria y voluntarios civiles, el ejército rebelde buscaba derrocar a Bashar al-Asad. Con esto se inició una nueva fase en el conflicto, con más resistencia armada contra el gobierno. El ELS aumentaría su tamaño, a 20.000 soldados en diciembre y 40.000 en junio de 2012.
Durante los primeros seis meses de la insurrección, los habitantes de las dos ciudades más grandes de Siria, Damasco y Alepo, evitaron involucrarse en las protestas antigubernamentales. Centenares de miles de simpatizantes del presidente de Asad y su gobierno se manifestaron a su favor en las plazas centrales de ambas ciudades.
Los eventos consecutivos a partir del 29 de julio de 2011 pueden encontrarse en Guerra Civil Siria#Insurgencia armada (agosto - noviembre de 2011)

## Censura de los eventos

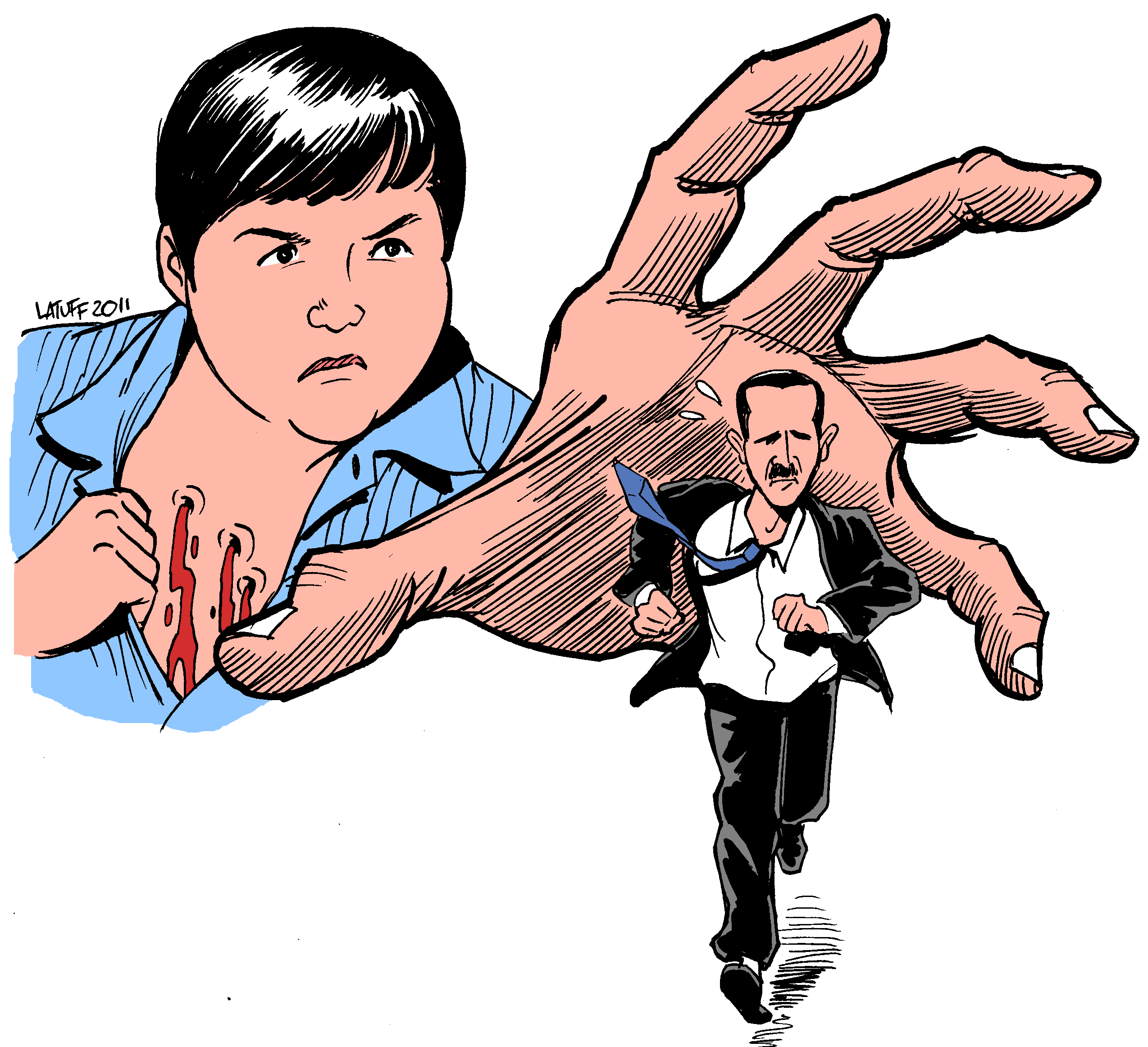
Hamza Ali Al-Khateeb caza Bashar Al Asad. Este niño, asesinado por el Ejército, se convirtió en un signo de la resistencia de Hama.

Desde el inicio de las protestas en marzo, el gobierno sirio restringió la cobertura independiente de noticias, restringiendo los medios de comunicación extranjeros y arrestando periodistas intentando cubrir las protestas. Algunos periodistas han desaparecido, sido torturados en custodia o asesinados mientras trabajaban. Los medios de comunicación internacionales han dependido en gran cantidad de material grabado por civiles y subido en internet.
El gobierno deshabilitó teléfonos móviles, teléfonos fijos, electricidad e internet en varios lugares. Las autoridades han conseguido contraseñas de sitios de redes sociales de periodistas por medio de palizas y tortura. El grupo en línea progubernamental "Ejército Electrónico Sirio" ha hackeado sitios web con frecuencia para publicar material a favor del régimen, y el gobierno ha estado implicado en ataques de malware dirigidos contra los reporteros de la crisis. El gobierno también torturó al caricaturista político Ali Farzat, crítico de la represión.

## Propaganda

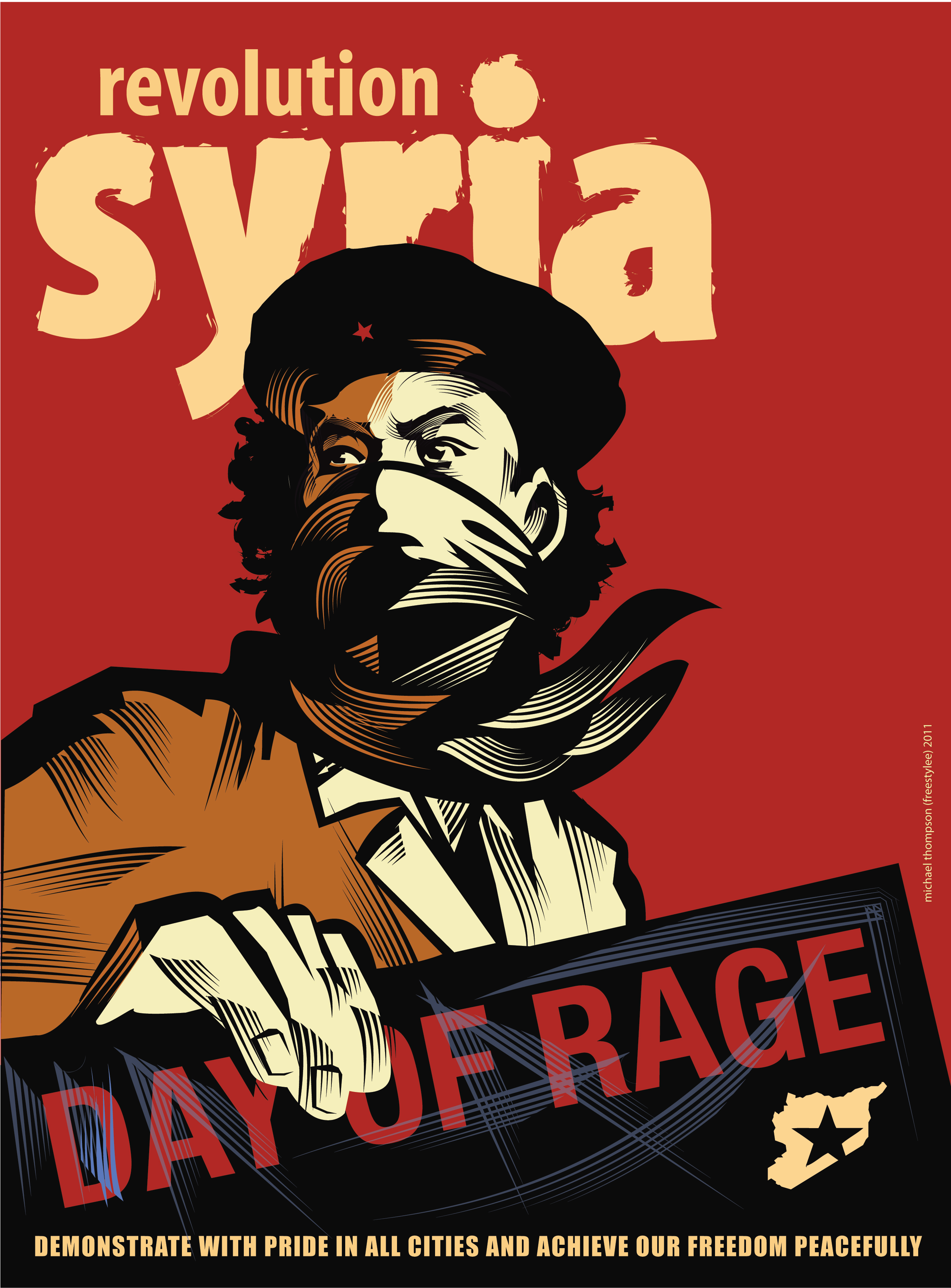
Póster publicado en redes sociales instando a los sirios a manifestarse

Muchos observadores del conflicto han dicho que tanto el gobierno sirio como las facciones de la oposición han empleado la propaganda. Aunque hay extremistas luchando contra el gobierno, la mayoría de fuentes independientes no se refieren a la oposición como terroristas. En cambio, la SANA, la agencia de noticias oficial del gobierno sirio suele referirse a los opositores como "grupos armados" o "terroristas".
Los Ministros de Asuntos Exteriores sirio y ruso, Walid Mualem y Serguéi Lavrov, consideraron propaganda el comunicado de Estados Unidos sobre su preocupación de que el gobierno sirio use armas químicas contra civiles. De forma similar, otros observadores especularon que dichos comunicados estadounidenses podían ser usados como pretexto para lanzar una invasión militar en Siria. Jonathan Steele, un columnista de The Guardian, aseguró que toda la información de "los medios de comunicación occidentales" sobre el conflicto es propaganda.
También se ha informado que las entrevistas de la televisión de la SANA usan a veces partidarios del gobierno camuflados como locales que se encuentran cercanos a los sitios destruidos y afirman que los daños fueron causados por los combatientes rebeldes.
Los profesores enseñan en las escuelas públicas de Siria que el conflicto es producto de una conspiración creada por países extranjeros, algo que algunos considera propaganda. Ha habido varios casos de vídeos de violencia circulando por las redes sociales de ambos bandos que han resultado ser vídeos de conflictos de otros países.